# Louis Theobald
Louis Theobald (Paola, 20 luglio 1938 – La Valletta, 15 febbraio 2025) è stato un calciatore maltese, di ruolo difensore.

## Carriera

### Nazionale
Collezionò quattro presenze con la propria Nazionale.

## Palmarès

### Individuale
- Calciatore maltese dell'anno: 1

1959-1960